# Adetoneura
Adetoneura este un gen de molii din familia Lymantriinae.